# Phạm Văn Hiểu
 Phạm Văn Hiểu (sinh năm 1964) là một chính khách Việt Nam. Ông nguyên là Phó Bí thư Thường trực Thành ủy, Chủ tịch Hội đồng nhân dân Thành phố Cần Thơ

## Lý lịch và học vấn
Phạm Văn Hiểu sinh ngày 1 tháng 1 năm 1964, quê quán xã Định Môn, huyện Thới Lai, thành phố Cần Thơ;
Trình độ: Thạc sĩ Luật

## Sự nghiệp
Trước khi được bầu giữ chức Chủ tịch Hội đồng nhân dân TP. Cần Thơ, ông Phạm Văn Hiểu là Bí thư Quận ủy Ninh Kiều, TP. Cần Thơ;
Chiều ngày 7/12/2012, Hội đồng nhân dân TP.Cần Thơ khóa 8, nhiệm kỳ 2011-2016 đã thông qua nghị quyết miễn nhiệm chức vụ Phó Chủ tịch Hội đồng nhân dân TP.Cần Thơ đối với ông Phạm Văn Hiểu để nhiệm vụ Bí thư Quận ủy Ninh Kiều.
Ngày 9/7/2014, Hội đồng nhân dân TP. Cần Thơ khai mạc kỳ họp thứ 12, khóa VIII và bầu bổ sung ông Phạm Văn Hiểu làm Chủ tịch Hội đồng nhân dân TP. Cần Thơ nhiệm kỳ 2011 - 2016.
Ngày 25/9/2015, Đại hội đại biểu Đảng bộ thành phố Cần Thơ lần thứ XIII, nhiệm kỳ 2015-2020 đã bầu Phạm Văn Hiểu giữ chức Phó Bí thư Thành ủy.
Ngày 30/6/2016, Hội đồng nhân dân TP. Cần Thơ khóa IX, nhiệm kỳ 2016-2021, đã bầu ông Phạm Văn Hiểu tiếp tục giữ chức vụ Chủ tịch Hội đồng nhân dân TP. Cần Thơ nhiệm kỳ 2016-2021, với 55/55 phiếu bầu hợp lệ đạt tỷ lệ 100%.
Ngày 25/6/2021, Hội đồng nhân dân TP. Cần Thơ khóa X, nhiệm kỳ 2021-2026, đã bầu ông Phạm Văn Hiểu tiếp tục giữ chức vụ Chủ tịch Hội đồng nhân dân TP. Cần Thơ nhiệm kỳ 2021-2026, với tỷ lệ 100%.
Ngày 28/4/2025, Thành ủy Cần Thơ tổ chức Hội nghị công bố Quyết định của Ban Bí thư Trung ương Đảng về công tác cán bộ. Theo đó, ông Phạm Văn Hiểu, Phó Bí thư thường trực Thành ủy, Chủ tịch HĐND TP. Cần Thơ được Thường trực Ban Bí thư Trung ương Đảng Trần Cẩm Tú ký quyết định nghỉ hưu theo quy định từ ngày 1/5/2025.